# Color secundario
Los colores secundarios son colores que se obtienen mezclando en partes iguales dos de los tres colores primarios.

## Modelos de color
En una sustancia que no emita luz (pigmento), la luz blanca incide del ambiente hacia el pigmento, el cual absorbe ciertas longitudes de onda y refleja otras, dando como resultado el color aparente de la sustancia. Si se mezclan tintes de tal manera que se absorban todas las longitudes de onda, el resultado será el negro. Este modelo de representación de color se conoce como modelo sustractivo, ya que el pigmento sustrae longitudes de onda para generar el color. Si, en vez de ello, se utilizan fuentes de luz de color, cada color de luz contiene una mezcla de longitudes de onda, las cuales son percibidas por el ojo como información de color; la mezcla de todas las longitudes de onda, al contrario que en el modelo sustractivo, da como resultado el blanco. Este modelo, consistente en la adición de longitudes de onda para obtener colores, se conoce como modelo aditivo de color.
Los colores secundarios son aquellos que si se obtienen por una mezcla o al realizar equipos de colores pero al igual que los colores primarios. 

### Colores secundarios según el modelo de color sustractivo (cian, magenta y amarillo)

Colores primarios y secundarios según el modelo de mezcla sustractiva

- magenta + amarillo =                                                                rojo
- amarillo + cian = verde
- cian + magenta = azul
- cian + magenta + amarillo = negro

### Colores secundarios según el modelo de color aditivo (rojo, verde y azul)
- rojo + verde = amarillo
- rojo + azul = magenta
- verde + azul = cian

Colores primarios y secundarios según el modelo de mezcla aditiva

Es importante tener en cuenta que ningún modelo de color puede representar a la perfección todos los colores de otro, ya que es imposible obtener pigmentos de absoluta pureza (verdaderos primarios) y totalmente concentrados, y que además reflejen la totalidad de la luz de color que incide en ellos (siempre habrá un porcentaje de absorción en el material). De la misma manera, es imposible en la práctica obtener luz de color totalmente pura, ya que ésta se obtiene por lo general a través del filtrado de luz blanca, la cual tampoco se acerca en la mayoría de los casos al modelo ideal. Por otra parte, es realmente imposible obtener un color verdadero a partir de la mezcla de otros, ya que lo que realmente se obtiene es una interferencia entre dos longitudes de onda reflejadas, que estimulan los receptores de la retina (células L-M-S) de manera aproximadamente similar a como lo hace una longitud de onda de la luz intermedia legítima.

### Colores secundarios según el modelo de color, RYB (Azul, amarillo y rojo)
- rojo + amarillo = naranja.
- amarillo + azul = verde .
- azul + rojo = violeta .

Representación aproximada de los colores primarios y secundarios según el modelo tradicional

En la segunda mezcla, el verde generado tiene un tono más o menos impuro dependiendo del tipo de pigmento azul usado como primario; de la misma manera, el morado obtenido en la tercera mezcla es apagado. Esta es la razón por la cual el modelo RYB genera tonos sucios y oscuros, generando una  gama tonal bastante limitada. Visto de forma práctica, el tono fucsia, el verde manzana, el verde limón y otros tonos brillantes o coloridos son colores imposibles de obtener mediante esta representación. Por esta razón, aunque el modelo RYB se siga enseñando en la práctica de las artes visuales, es una descripción obsoleta e imprecisa del color, la cual se ha dejado totalmente de lado en la práctica industrial y científica.